# Prosol
Prosol (Productos Solubles S.A.) es una empresa de productos asociados al café. Nacida en Venta de Baños (provincia de Palencia) en 1998, se caracteriza por fabricar cafés de marca blanca.

## Historia
En 1998, Julián Espegel y su esposa Rocío Hervella convencieron a un total de 72 inversores para que apoyaran un nuevo proyecto empresarial.  Tres años después, en 2001, la empresa pasó a ser interproveedor de la multinacional Mercadona. 
En 2005 Espegel y Hervella adquirieron el 99% del capital, convirtiéndose en administradores únicos de la sociedad. 
En 2022, la compañía obtuvo resultados negativos de 8,24 millones de euros, frente a 3,3 millones de euros de ganancias en 2021. Con más de 300 trabajadores y unas ventas superiores a los 93 millones de euros en 2022, un 4,4 % mayores que la de 2021, la compañía vendía fuera de España más del 50% de su producción. 